# To Be or Not to Be (Status Quo)
To Be or Not to Be è un album rarità del gruppo inglese Status Quo, uscito nel 1983.

## Il disco
Da segnalare il brano Hard Ride, con una lunghezza di 04:00 minuti, uscito poi in versione più corta (03:36 minuti) come brano bonus nella versione Remastered dell'album Whatever You Want.

## Tracce
1. Drifting Away – 5:07 – (Lancaster/Parfitt)
2. Let Me Fly – 4:25 – (Rossi/Frost)
3. Nightride – 3:51 – (Young/Parfitt)
4. Softer Ride - 4:05 (Lancaster/Parfitt)
5. Lonely Night – 3:28 – (Coghlan/Lancaster/Parfitt/Rossi)
6. Too Far Gone – 3:12 – (Lancaster)
7. Runaway – 4:41 – (Rossi/Frost)
8. Don't Drive My Car – 4:42 – (Parfitt/Bown)
9. Hard Ride – 4:00 – (LancasterGreen)
10. Backwater – 4:35 – (Lancaster/Parfitt)
11. Ring Of A change – 4:12 – (Rossi/Young)
12. All Through The Night – 3:14 – (Lancaster/Rossi)

## Formazione
- Francis Rossi (chitarra solista, voce)
- Rick Parfitt (chitarra ritmica, voce)
- Alan Lancaster (basso, voce)
- John Coghlan (percussioni)
- Andy Bown (tastiere)

### Altri musicisti
- Bob Young (Armonica a bocca)